# Nicolás Spolli
Nicolás Federico Spolli  est un ancien footballeur argentin (né à Coronel Bogado le 20 février 1983) qui évoluait au poste de défenseur.

## Biographie
Nicolás Spolli fait ses premiers pas de footballeur dans l'équipe phare de sa ville, Rosario, le Newell's Old Boys. Il débute en équipe première lors du Torneo Clausura, le 12 février 2005, contre le Vélez Sársfield (0-0). Il s'impose très vite en défense centrale et jouera 15 des 19 matchs du tournoi, marquant 2 buts. Il va rester 5 ans dans son club formateur, où son meilleur résultat sera une 5e place lors du Torneo Apertura 2008. Il participe aussi en 2006 la Copa Libertadores : l'équipe sera sortie en 8e de finale par d'autres argentins, le Vélez Sársfield (2-4, 2-2). Il aura joué dans la compétition continentale 7 matchs pour 1 but. S'il n'est pas toujours titulaire, il participe toutefois à de nombreux matchs. Il jouera au total 107 matchs pour 9 buts sous le maillot rouge et noir.
En juillet 2009, il fait le grand saut vers l'Europe et signe un contrat de 4 ans avec Catania en Serie A. Spolli s'impose comme un élément important de l'équipe. Il marque son premier et pour l'instant unique but avec le club sicilien dans un match déterminant contre Bologne (1-0) en janvier 2010. Il a joué 26 matchs et 1 but jusqu'à présent en Serie A

## Clubs
- 2005-2009 : Newell's Old Boys
- 2009-2015 : Catania
- 2015- : AS Rome

## Palmarès
Néant